# SNCASE Armagnac
SNCASE S.E.2010 Armagnac byl čtyřmotorový dopravní letoun vyvinutý francouzskou společností SNCASE pro dálkové mezinárodní trasy. Pojmenován byl po francouzském regionu Armagnac. První prototyp poprvé vzlétl roku 1949. Letoun neměl komerční úspěch. Celkem bylo vyrobeno devět kusů. Žádný se nedochoval.

## Historie

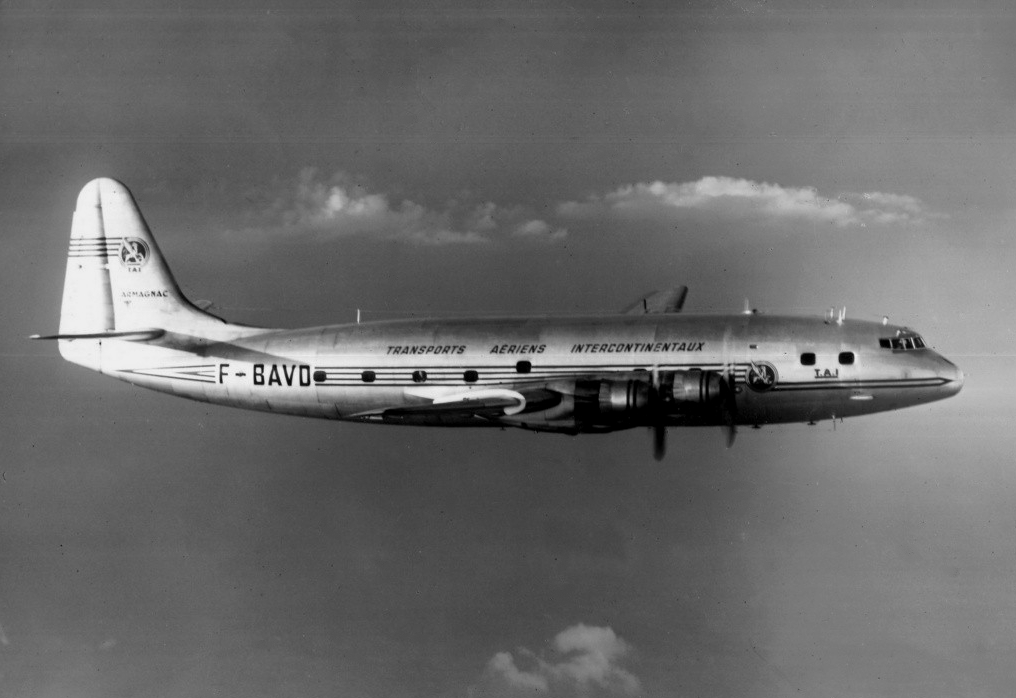
SNCASE Armagnac za letu

Roku 1942 začaly práce na dopravním letounu S.E.2000, který měl splňovat požadavky na dálkový dopravní letoun pro 87 cestujících. Práce postupovaly pomalu kvůli probíhající druhé světové válce. Původní S.E.2000 byl nakonec dokončen v podobě většího a výkonnějšího S.E.2010. První let prototypu proběhl 2. dubna 1949. Výkony letounu zůstaly za očekáváními. Pro dálkové trasy měl malý dolet a pro kratší byl zase příliš velký a neefektivní. Proto jej řada aerolinek nekoupila, přestože původně projevovaly zájem. Vyrobeno bylo pouze devět letounů S.E.2010, které odebraly francouzské aerolinky Transports Aériens Intercontinentaux (TAI) a Société Auxiliaire de Gérance et de Transport Aériens (SAGETA).

## Konstrukce

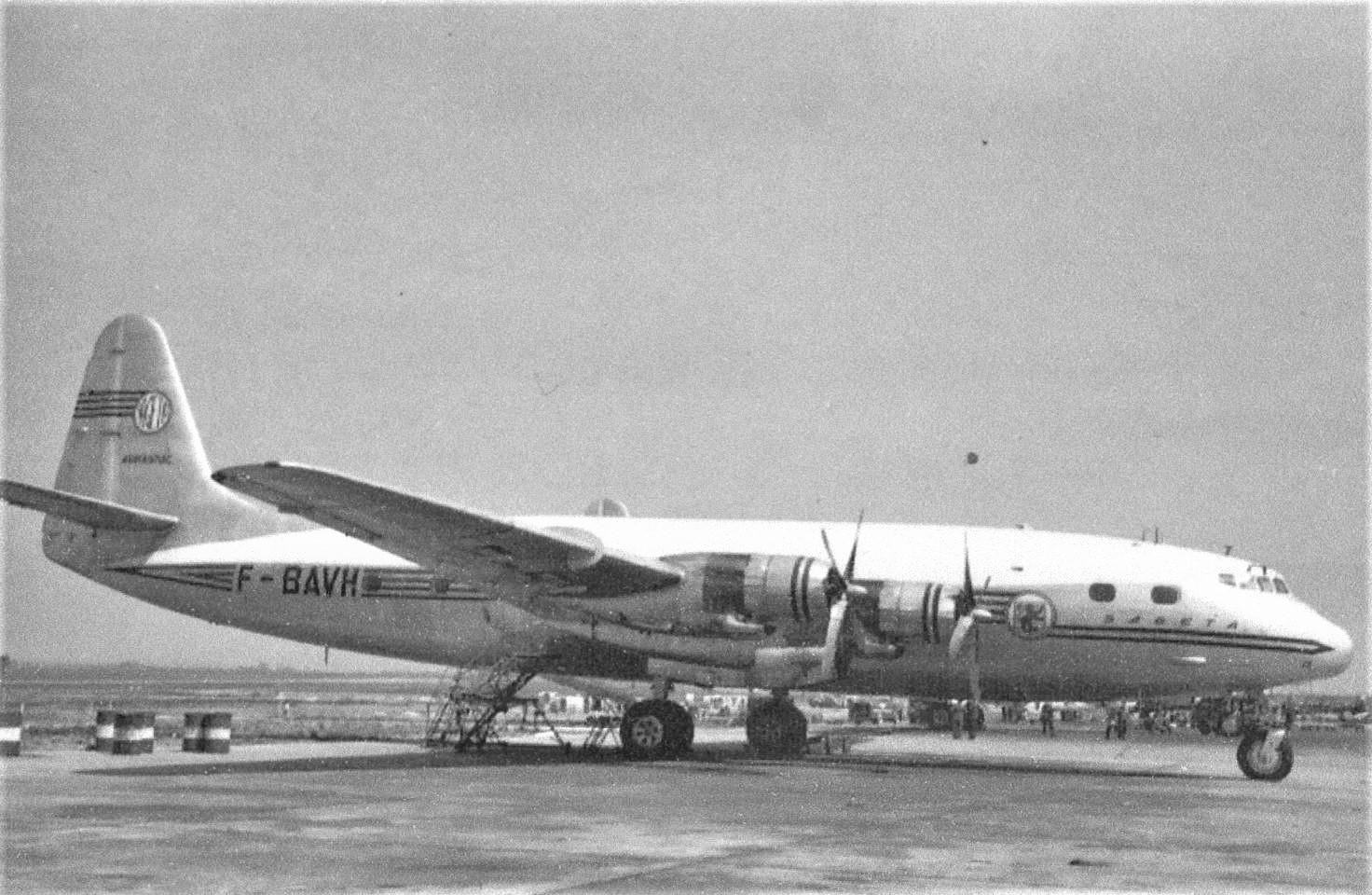
SNCASE Armagnac společnosti SNCASE Armagnac na letišti Le Bourget v roce 1957

Byl to čtyřmotorový dolnoplošník s přetlakovým trupem a jednoduchou svislou ocasní plochou. Byl vybaven zatahovacím příďovým podvozkem. Poháněly jej čtyři vzduchem chlazené čtyřdobé zážehové přeplňované čtyřhvězdicové 28válce Pratt & Whitney R-4360-B13 Wasp Major, roztáčející čtyřlisté vrtule.

## Uživatelé
Francie
- Transports Aériens Intercontinentaux (TAI)
- Société Auxiliaire de Gérance et de Transport Aériens (SAGETA)

## Nehody
V provozu byly zcela zničeny dva letouny S.E.2010 a třetí byl poškozen při bombovém útoku.
- 30. června 1950: S.E.2010 (F-WAVA) havaroval při startu k testovacímu letu z letiště Toulouse–Blagnac. Při pádu a následném požáru byl zničen. Na palubě bylo jedenáct osob. Zemřely dvě osoby z letounu (Leroy, Clerc) a devět bylo raněno. Třetí oběť zemřela na zemi a nebyla účastníkem letu.[2][3]

- 29. ledna 1957: S.E.2010 (F-BAVG) aerolinek SAGETA havaroval při nočním přistání na letišti Paříž-Orly. Při havárii se ulomila křídla a trup se rozpadl na čtyři hlavní části. Na palubě bylo sedmdesát osob. Při nehodě zemřeli dva lidé.[4][5]

- 19. prosince 1957: Bomba vybuchla na toaletě letounu S.E.2010 (F-BAVH) aerolinek SAGETA, letícího z Oranu do Paříže. Výbuch vyrval otvor v trupu letadla. Devadesát minut po explozi posádka úspěšně nouzově přistála na letišti Lyon–Bron. Na palubě bylo 95 osob. Incident se obešel bez obětí.[6]

## Specifikace
Údaje dle

### Technické údaje
- Posádka:
- Kapacita:
- Rozpětí:
- Délka:
- Výška:
- Nosná plocha:  m²
- Hmotnost prázdného letounu:
- Maximální vzletová hmotnost:
- Pohonné jednotky: 4× vzduchem chlazený čtyřdobý zážehový přeplňovaný čtyřhvězdicový 28válec Pratt & Whitney R-4360-B13 Wasp Major
- Výkon pohonné jednotky: 4× 2600 kW (3500 hp)

### Výkony
- Cestovní rychlost: 450 km/h
- Dostup: 6797 m
- Dolet: 5111 km